# Капитолий штата Нью-Гэмпшир
Капито́лий шта́та Нью-Гэ́мпшир (англ. New Hampshire State House) находится в городе Конкорд (Concord) — столице штата Нью-Гэмпшир (State of New Hampshire). В нём проводит свои заседания легислатура — Генеральный совет Нью-Гэмпшира, состоящая из Палаты представителей и Сената штата Нью-Гэмпшир.

## История и архитектура

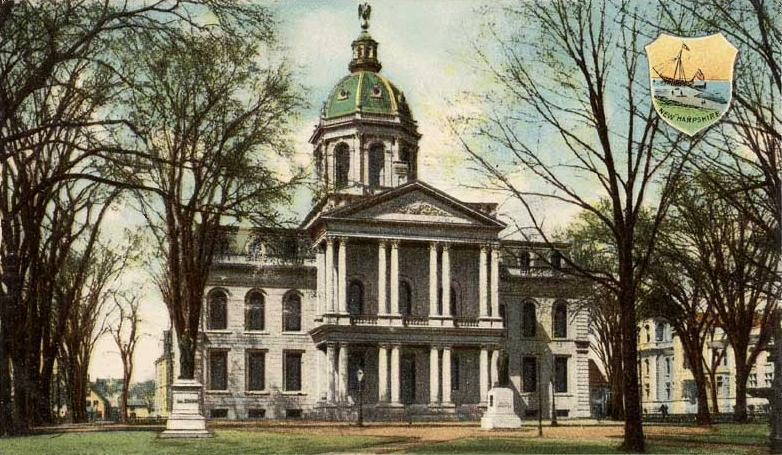
Капитолий штата Нью-Гэмпшир (около 1906)

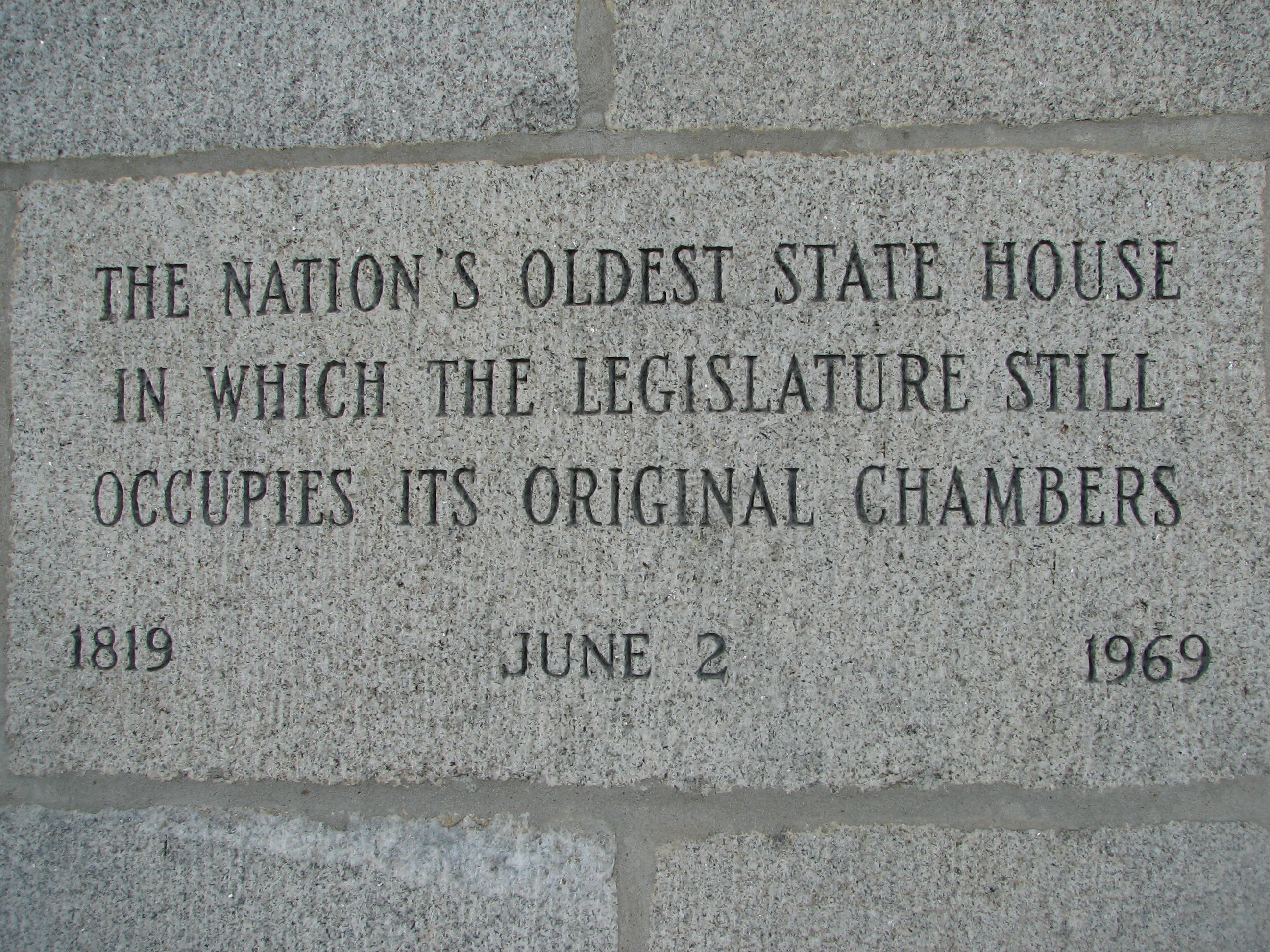
Надпись на стене Капитолия

Обсуждение необходимости постройки нового капитолия штата Нью-Гэмпшир началось в 1814 году. На право постройки капитолия на своей территории претендовали города Конкорд, Хопкинтон и Солсбери. В результате победило предложение Конкорда, и в 1816 году там началось строительство капитолия.
Здание Капитолия было построено в 1816—1819 годах, а первая сессия легислатуры штата открылась там в 1819 году. Расходы на строительство удалось значительно сократить за счёт того, что гранит для постройки добывался на местной каменоломне Rattlesnake Hill («холм гремучей змеи»), а для его обработки использовался труд заключённых. Общая стоимость строительства Капитолия составила 82 тысячи долларов. Архитектором был Стюарт Джеймс Парк (Stuart James Park), считавшийся признанным экспертом Новой Англии по строительству зданий из гранита. Именем Парка названа одна из улиц вблизи Капитолия.
В 1864—1866 годах была проведена реконструкция здания, включающая в себя значительное расширение, на что было потрачена сумма около 200 тысяч долларов. В 1937 году было принято решение о строительстве пристройки к Капитолию (англ. State House Annex). Её строительство началось в 1938 году и обошлось в 327 тысяч долларов. Эта пристойка соединена с основным зданием Капитолия подземным переходом.
Капитолий штата Нью-Гэмпшир считается старейшим капитолием штата США, в котором легислатура всё ещё использует изначальные помещения для палат. Об этом факте также сообщает надпись, выгравированная на стене Капитолия.
У здания Капитолия находятся памятники известным уроженцам Нью-Гэмпшира Джону Старку, Дэниэлу Уэбстеру, Джону Паркеру Хейлу, Джорджу Перкинсу и 14-му президенту США Франклину Пирсу.